# Arrondissements du Rhône

Arrondissements de la circonscription départementale du Rhône.

La circonscription départementale du Rhône compte deux arrondissements :
- l'arrondissement de Lyon comportant 135 communes dont les 59 communes de la métropole de Lyon ;
- l'arrondissement de Villefranche-sur-Saône comportant 143 communes.

## Composition
| Nom                                      | Code Insee | Superficie (km2) | Population (dernière pop. légale) | Densité (hab./km2) | Modifier             |
| ---------------------------------------- | ---------- | ---------------- | --------------------------------- | ------------------ | -------------------- |
| Arrondissement de Lyon                   | 691        | 1 534,60         | 1 648 903 (2022)                  | 1 074              | modifier les données |
| Arrondissement de Villefranche-sur-Saône | 692        | 1 714,60         | 259 079 (2022)                    | 151                | modifier les données |
| Rhône                                    | 69         | 3 249,10         | 1 907 982 (2022)                  | 587                | modifier les données |

## Histoire
En 1790, à la création du département de Rhône-et-Loire, celui-ci est divisé en six districts : Lyon-Campagne, Lyon-Ville, Montbrison, Roanne, Saint-Étienne, Villefranche. Lorsque le département est scindé en Loire et Rhône en 1793, le Rhône ne conserve que les districts de Lyon et Villefranche. En 1800, les deux districts deviennent des arrondissements.
Le 1er janvier 2015, la métropole de Lyon est détachée du département du Rhône mais l'État conserve une administration déconcentrée commune aux deux collectivités. Les frontières des arrondissements sont alors ajustées pour que celles de l'arrondissement de Lyon intègre totalement le territoire de la métropole. Ainsi, 101 communes situées au sud, à l'est et à l'ouest de la nouvelle métropole intègrent l'arrondissement de Villefranche-sur-Saône, qui passe ainsi de 127 à 228 communes.
Le 1er février 2017, les arrondissements sont remodelés afin que leurs limites correspondent à celles des intercommunalités.